# Louis-Michel van Loo
Louis-Michel van Loo (Toulon, 2 de março de 1707 – Paris, 20 de março de 1771) foi um pintor francês.

## Vida
Estudou sob a direção de seu pai, o pintor Jean-Baptiste van Loo, e ganhou o seu primeiro prêmio pela Academia Real de Pintura e Escultura de Paris em 1725. Esteve em Roma entre os anos de 1727 a 1732, juntamente com o seu tio, Charles-André van Loo, a quem sucedeu como diretor da École Royale des Élèves Protégés.
Van Loo chegou a Madri em 15 de janeiro de 1737, convocado por Filipe V da Espanha para retratar a corte real.

## Galeria

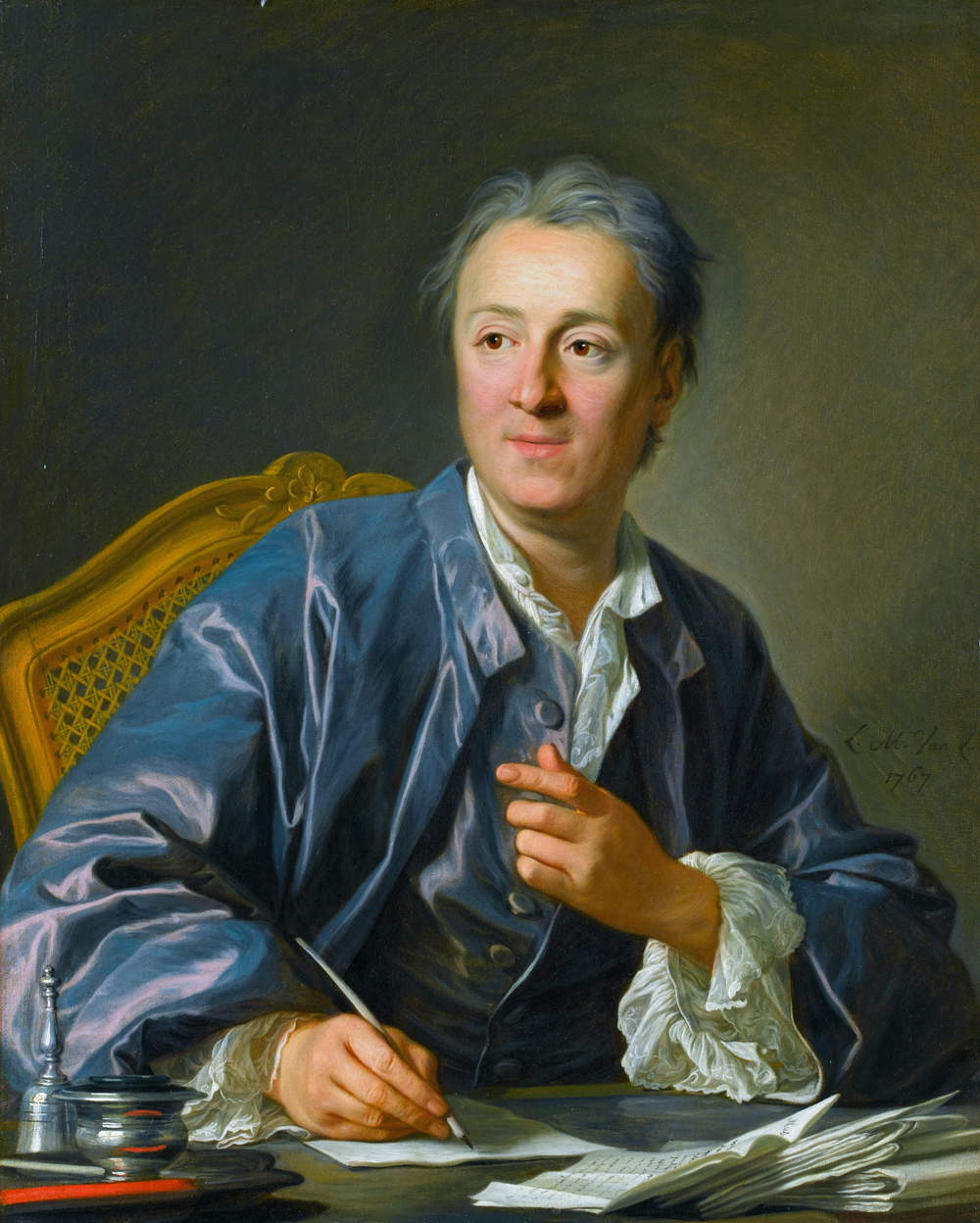
Denis Diderot (1767).
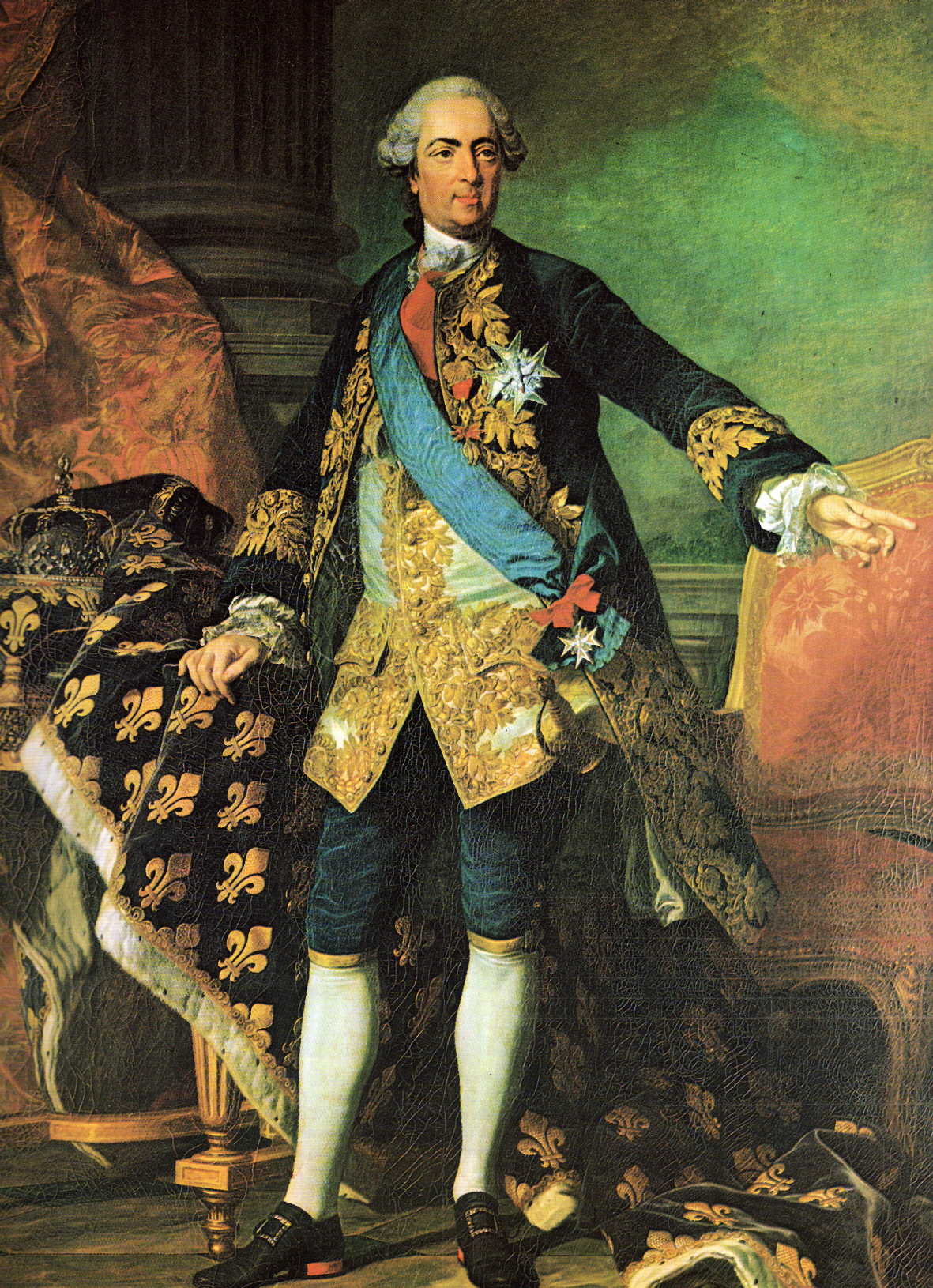
Luís XV da França (1763).
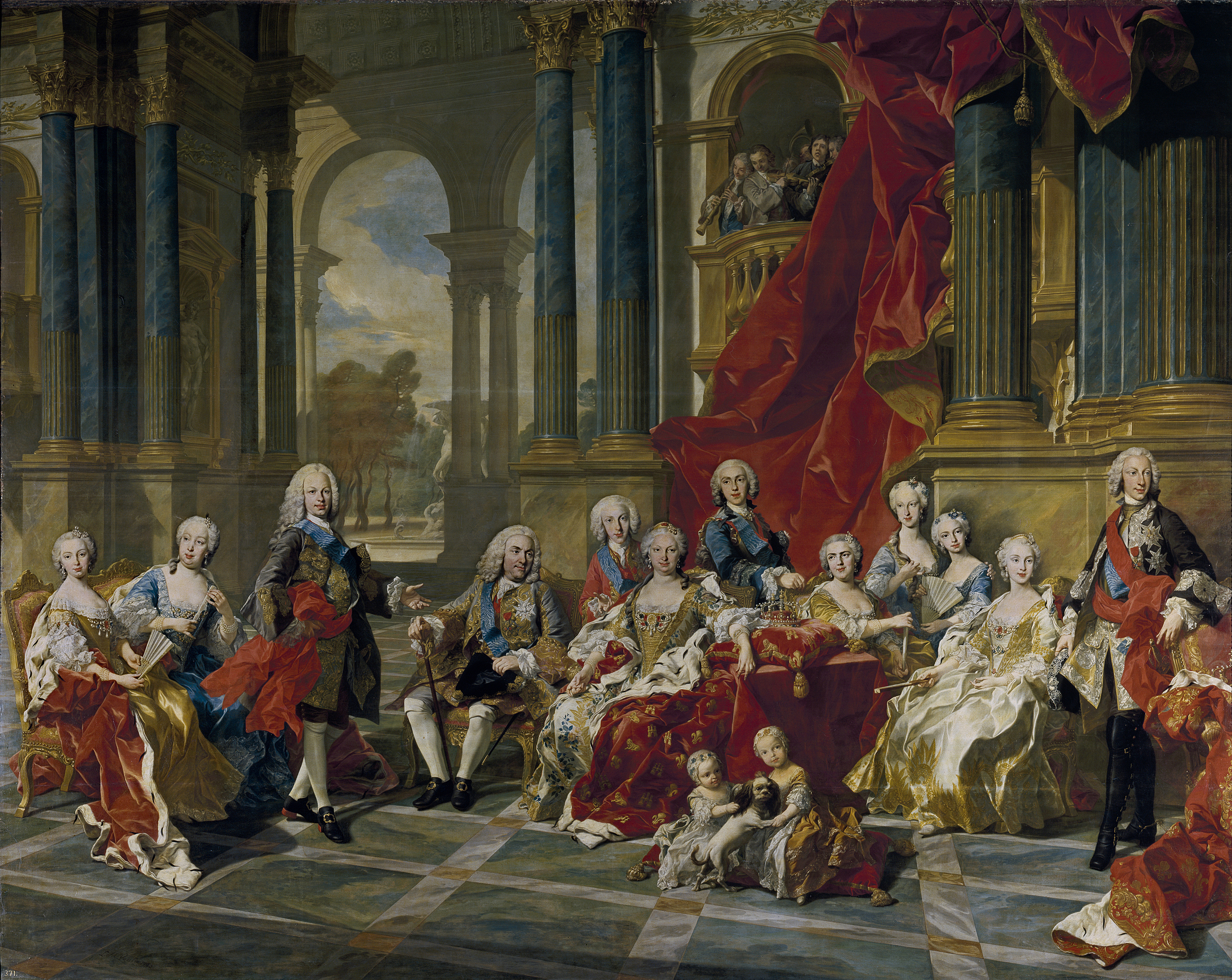
A família de Filipe V (1743)
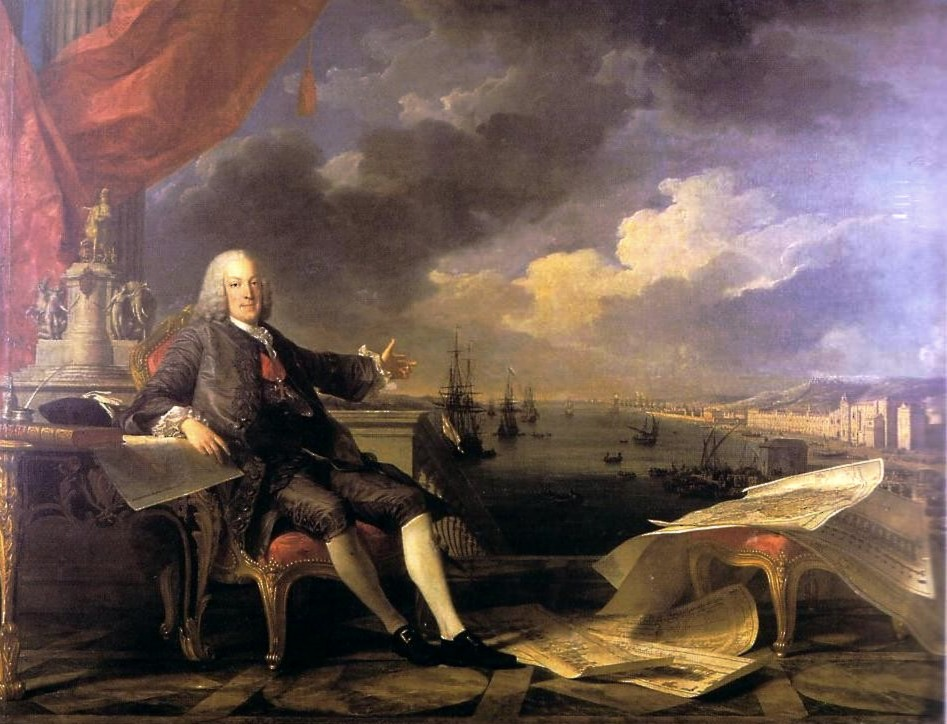
"O Marquês de Pombal expulsando os jesuítas" (1766), por Louis-Michel van Loo e Claude Joseph Vernet.
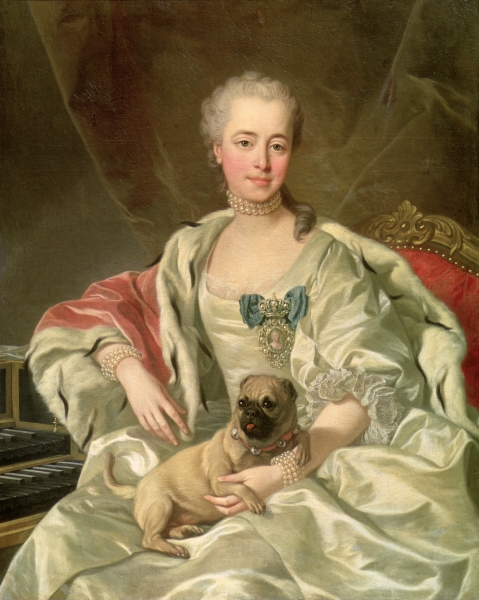
Princess Ekaterina Dmitrievna Golitsyna
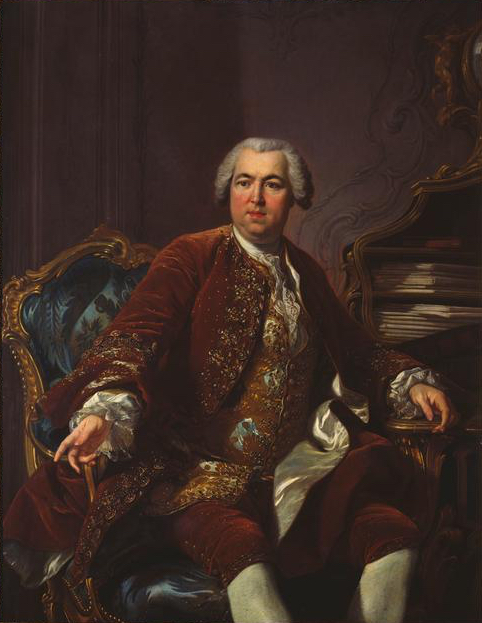
Nicolas Beaujon
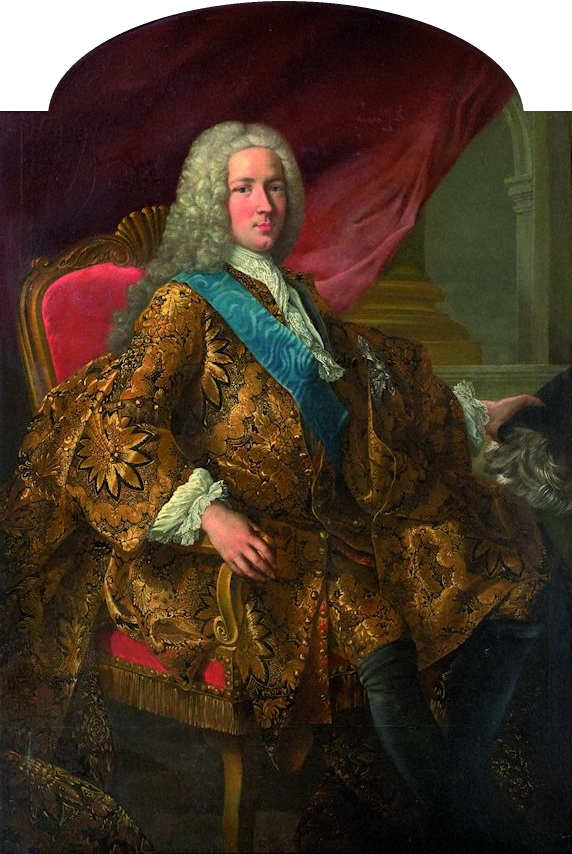
O Conde de Maurepas usando a faixa da Ordem do Espírito Santo, pintada ca. 1732-35
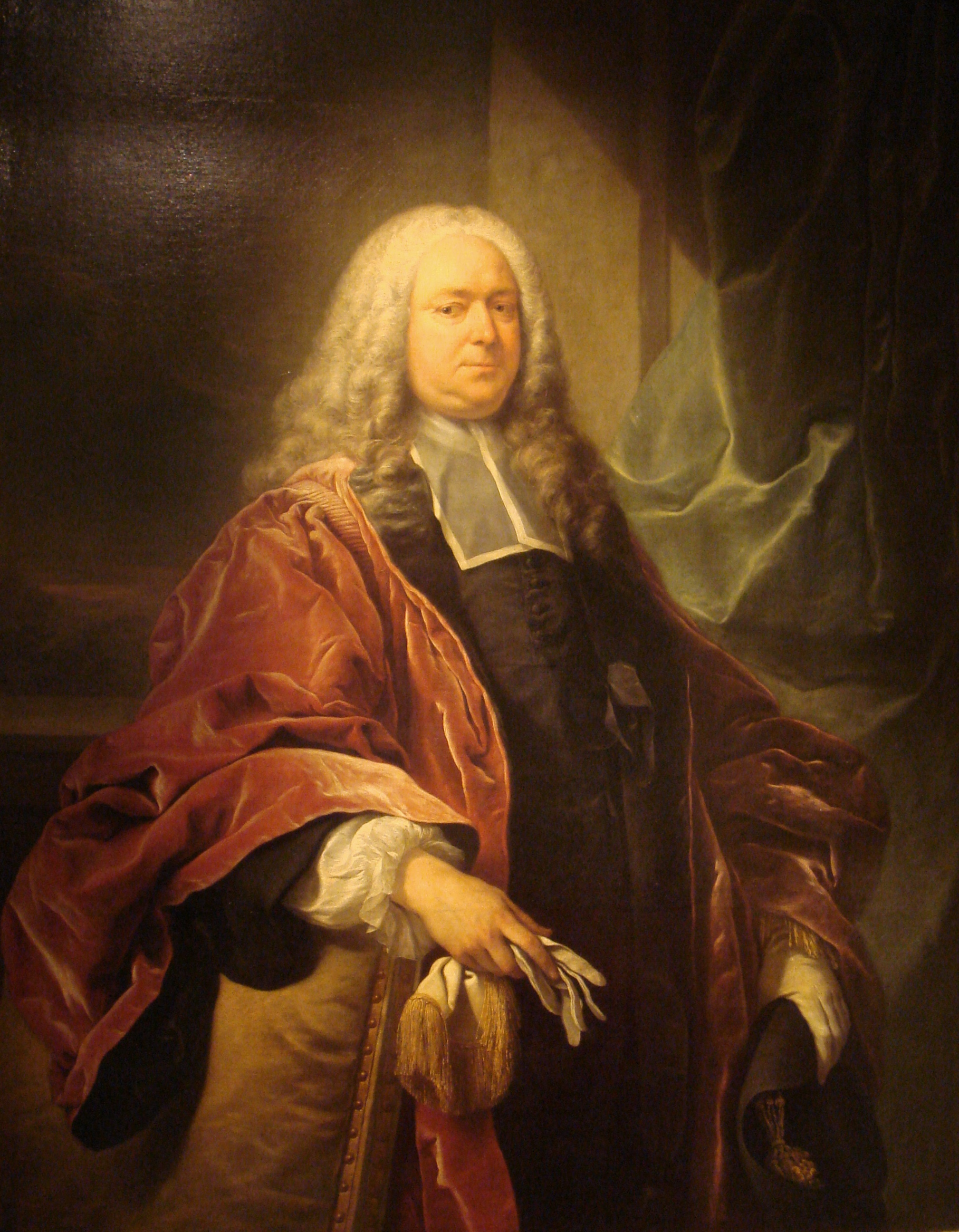
Michel-Etienne Turgot
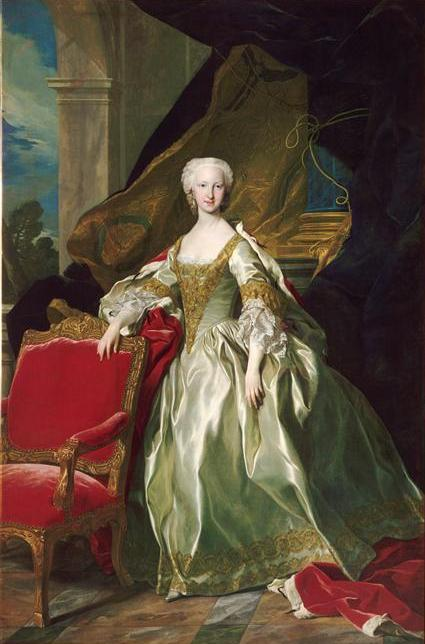
A Infanta Maria Teresa Rafaela da Espanha, futura Dauphine da França
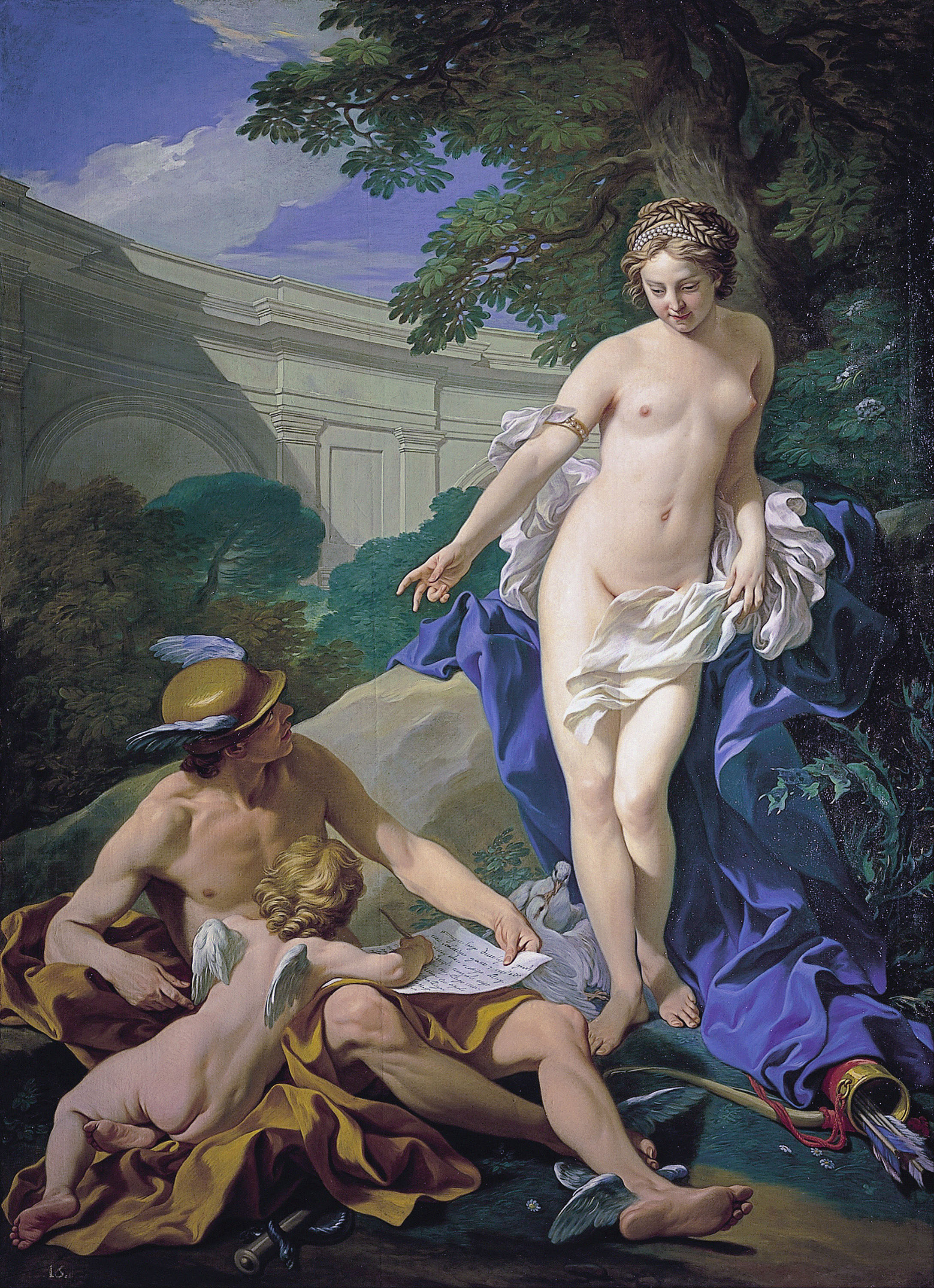
Vênus, Mercúrio e Amor, 1748.